# Islands nationalvåben
Islands nationalvåben «Skjaldamerkið» består af et blåt skjold med et rødt kors med sølv kanter. De fire Landvættir, som der bliver fortalt om i Snorri Sturlusons Norgeskrønike Heimskringla, værner skjoldet som symboliserer Island, tyren Griðungur værner den sydvestlige del af landet, ørnen Gammur den nordvestlige, dragen Dreki den nordøstlige og Kæmpen Bergrisi værner den sydøstlige del af Island.

## Historie
Den første kendte fremstilling af Islands rigsvåben er fra 1280, og viser et skjold med tolv blå og sølvfarvede horisontale striber, på de nederste to trediedele. Den øverste tredjedel er gul. En stående rød løve dækker nederste del, med hovedet i det øverste felt. Løven holder en økse som er blå i øverste felt og gul over syv af striberne i nederste felt. Løven er hentet fra Norges rigsvåben. Det rene islandske våben med tolv striber er afledt af denne fremstilling.
Et officielt islandsk segl med en stokfisk som centralmotiv er kendt fra 1560, og kan have været benyttet tidligere. Som en del af den danske kongens våben er klipfisken sølv på rød bund 1592 – 1903. Fra 1903 blev stokfisken byttet med en sølv falk på blå bund.
1919 blev flaget for første gang taget i brug som rigsvåben. Våbenet blev beholdt, da Island blev republik, men landvetterne fik en anden udformning. Den nuværende form blev vedtaget den 17. juni 1944.
- Det islandske våben (islandsk þjóðveldið (930 - 1262)
- Det islandske våben (1280-ca. 1500)
- Den Islandske Stokfisk (kendt fra 1560)
- Islands Sølvfalk (1903-1919)
- Islands rigsvåben (1919-1944) (bemærk kronen over skjoldet)
- Det lille rigsvåben (1919-1944)

## Ekstern henvisning
- Islands nationalvåbens historie (engelsk)

- Wikimedia Commons har flere filer relateret til Islands nationalvåben